# Kristen eksistentialisme
Kristen eksistensfilosofi, der også populært kaldes kristen eksistentialisme, er en filosofisk skole som kan spores tilbage til eksistensfilosoffen og teologen Søren Kierkegaard (1813-1855). Den hviler på tre antagelser taget fra Kierkegaards unikke forståelse af kristendom. Den første var, at universet i bund og grund var et paradoks og at det største paradoks af alle var den ophøjede forening af Gud og menneske i personificeringen af Kristus. Den anden var at have et personligt forhold til Gud fortrænger alle moralsæt, sociale strukturer og fælles normer. Den tredje var at det at følge sociale regler dybest inde var et personligt æstetisk valgt gjort af individer.
Derfor mente Kierkegaard, at hver person individuelt må træffe de valg som ligger til grund for hans eller hendes eksistens. Ingen pålagte strukturer — selv bibelske bud — kan ændre individers ansvar for at søge at behage Gud på hvilken personlig og paradoksal måde Gud kan behages. Hvert individ lider af ubeslutsomhedens kvaler indtil han eller hun tager "troens spring" og forpligter sig til et bestemt valg. Hver person har ansvaret for sin egen frie vilje og med det faktum, at et valg, selv et forkert valg, skal træffes for at man virkelig kan leve.
Blandt kristne eksistensfilosoffer har været amerikanske teologer, såsom Paul Tillich og europæiske filosoffer, såsom Karl Jaspers og Gabriel Marcel. Karl Barth føjede til Kierkegaards ideer den opfattelse, at eksistentiel fortvivlelse fører et individ til en bevidsthed om Guds uendelige natur.
Efter Kierkegaard udviklede hans individualisme sig senere ind i den velkendte eksistentielle filosofi hvor bl.a. Nietzsche, Sartre og Camus var store tænkere, som bibeholdte ideen om personligt valg og ansvar, men kasserede den personlige forbindelse til Gud.
Kierkegaard mente også, at ethvert menneske eksisterer på et af tre "eksistensens stadier": det æstetiske, det etiske og det religiøse. De fleste mennesker han lagde mærke til levede et æstetisk liv, hvor intet betød noget ud over udseende, fornøjelser og lykke. Det er i overensstemmelse med dette plan, at folk følger sociale regler. Kierkegaard betragtede også overtrædelsen af sociale regler af personlige grunde (f.eks. for at søge berømmelse, et ry for oprørskhed) som værende et personligt æstetisk valg. En meget mindre gruppe er de mennesker, som lever på det etiske stadie, som gør deres bedste for at gøre det rigtige og se bort fra samfundets flade høfligheder og ideer. Det tredje og højeste stadie er det religiøse stadie. For at være på det religiøse stadie siger Kierkegaard, at man skal overgive sin helhed til Gud.

## Eksterne links
- Blog om eksistentialistisk kristendom (engelsk)
- Hvorfor kristen eksistentialistisk humanisme? Arkiveret 22. august 2006 hos  Wayback Machine (engelsk)